# Kora (luna)
Kora (Jupiter XLIX)  je Jupitrov naravni satelit (luna). Spada med nepravilne lune z retrogradnim gibanjem. Je članica Pasifajine skupine Jupitrovih lun, ki krožijo okoli Jupitra v razdalji od 22,8 do 24,1 Gm in imajo naklon tira med 144,5°  in 158,3°. 
Luno je leta 2003 odkrila skupina astronomov, ki jo je vodil Scott S. Sheppard z Univerze Havajev in ji nadela začasno ime S/2003 J 14. Leta 2007 je dobila ime Kora (po drugem imenu za Perzefono).
Kora ima premer okoli 2 km in obkroža Jupiter v povprečni razdalji 24.011.000 km. Obkroži ga v 779 dneh, 4 urah in 19 minutah po tirnici z veliko izsrednostjo (ekscentričnostjo), ki ima naklon tira okoli 141° na ekliptiko oziroma 139° na ekvator Jupitra. 
Njena gostota je ocenjena na 2,6 g/cm3, kar kaže, da je sestavljena iz kamnin. 
Luna izgleda zelo temna. Ima odbojnost 0,04. Njen navidezni sij je 23,0 m.